# Capture (astronomie)
Pour les articles homonymes, voir Capture.
En astronomie la capture est un processus par lequel un objet céleste passant au voisinage d'un astre est retenu dans sa gravisphère. La capture de l'objet céleste aboutit à sa satellisation ou à sa chute.